# NGC 987
NGC 987 est une galaxie lenticulaire située dans la constellation du Triangle. NGC 987 a été découverte par l'astronome germano-britannique William Herschel en 1784.

## Caractéristiques
Sa vitesse par rapport au fond diffus cosmologique est de 4 349 ± 20 km/s, ce qui correspond à une distance de Hubble de 64,2 ± 4,5 Mpc (∼209 millions d'al).
NGC 987 est une galaxie à sursauts de formation d'étoiles. NGC 987 est une galaxie dont le noyau brille dans le domaine de l'ultraviolet. Elle est inscrite dans le catalogue de Markarian sous la cote Mrk 1180 (MK 1180).

## Groupe de NGC 973
NGC 987 fait partie d'un groupe de galaxies d'au moins 20 membres, le groupe de NGC 973. Outre NGC 987 et NGC 973, les autres du groupe sont entre autres NGC 969, NGC 974, NGC 1002 (=NGC 983) et NGC 1067.